# اضطهاد ديني
الاضطهاد الديني المنهجي هو سوء المعاملة لفرد أو مجموعة من الأفراد بسبب انتمائهم الديني. الاضطهاد الديني بحد ذاته هو انتهاك لحقوق الإنسان؛ حيث أن يُخالف المادة الثانية من الإعلان العالمي لحقوق الإنسان الصادر في ديسمبر 1948. ومن صور الاضطهاد الديني، عزل الأفراد ذوي الديانة المعينة، السجن، القتل، حرق الممتلكات، التعذيب، التضييق في المعاملات، بالإضافة إلى منع الأفراد من ممارسة الشعائر الدينية.

## تعريف
يُعرَّف الاضطهاد الديني بالعنف أو التمييز ضد الأقليات الدينية، والإجراءات التي تهدف إلى حرمان الحقوق السياسية وإجبار الأقليات على الاندماج أو الرحيل أو العيش كمواطنين من الدرجة الثانية. في جانب سياسة الدولة، يمكن تعريفها على أنها انتهاكات لحرية الفكر والوجدان والمعتقد، عن طريق سياسة الدولة المنتظمة والنشطة إلى جانب أفعال المضايقة والتخويف والعقاب التي تنتهك أو تهدد الحق في الحياة أو النزاهة أو الحرية. يختلف المصطلح مع مصطلح التعصب الديني هو أن هذا الأخير في معظم الحالات هو في شعور بين السكان، والتي يمكن أن تتحملها الدولة أو تشجعها. غالباً ما يوصف الحرمان من الحقوق المدنية على أساس الدين بأنه تمييز ديني، بدلاً من الاضطهاد الديني.
ومن أمثلة الاضطهاد مصادرة أو تدمير الممتلكات والتحريض على الكراهية والاعتقال والسجن والضرب والتعذيب والقتل والإعدام. ويمكن اعتبار الاضطهاد الديني عكس حرية الدين. ولقد ميز بيتمان درجات مختلفة من الاضطهاد «يجب أن يكون مكلفا شخصياً... يجب أن يكون غير عادل وغير مستحق... يجب أن يكون مباشراً».

## اشكال الاضطهاد الديني
من أشكال الاضطهاد الديني: مصادره الحقوق أو تمييز في الاحكام ضد المضطهد أو التدمير للممتلكات، والتحريض على الكراهية، والاعتقال والسجن والضرب والتعذيب والإعدام.

### التطهير
التطهير الديني هو مصطلح يستخدم في بعض الأحيان للإشارة إلى إزالة السكان من منطقة معينة على أساس الديانة. طوال العصور القديمة، كان التطهير السكاني مدفوعاً إلى حد كبير بالعوامل الاقتصادية والسياسية، على الرغم من أن العوامل العرقية لعبت في بعض الأحيان دوراً. خلال العصور الوسطى، ارتبط تطهير السكان على أساس الطابع الديني إلى حد كبير. ولقد فقد الدافع الديني الكثير من صلاحيته في وقت مبكر من العصر الحديث، على الرغم من أنه حتى القرن الثامن عشر ظل العداء العرقي في أوروبا مقروناً من الناحية الدينية. جادل ريتشارد دوكينز بأن الإشارات إلى التطهير العرقي في العراق هي تعبير ملطف لما يجب أن يسمى بدقة تطهير ديني. وفقاً لأدريان كوبمان، فإن الاستخدام الواسع لمصطلح التطهير العرقي في مثل هذه الحالات يشير إلى أنه في العديد من المواقف يوجد خلط بين العرق والدين.

### العرقية

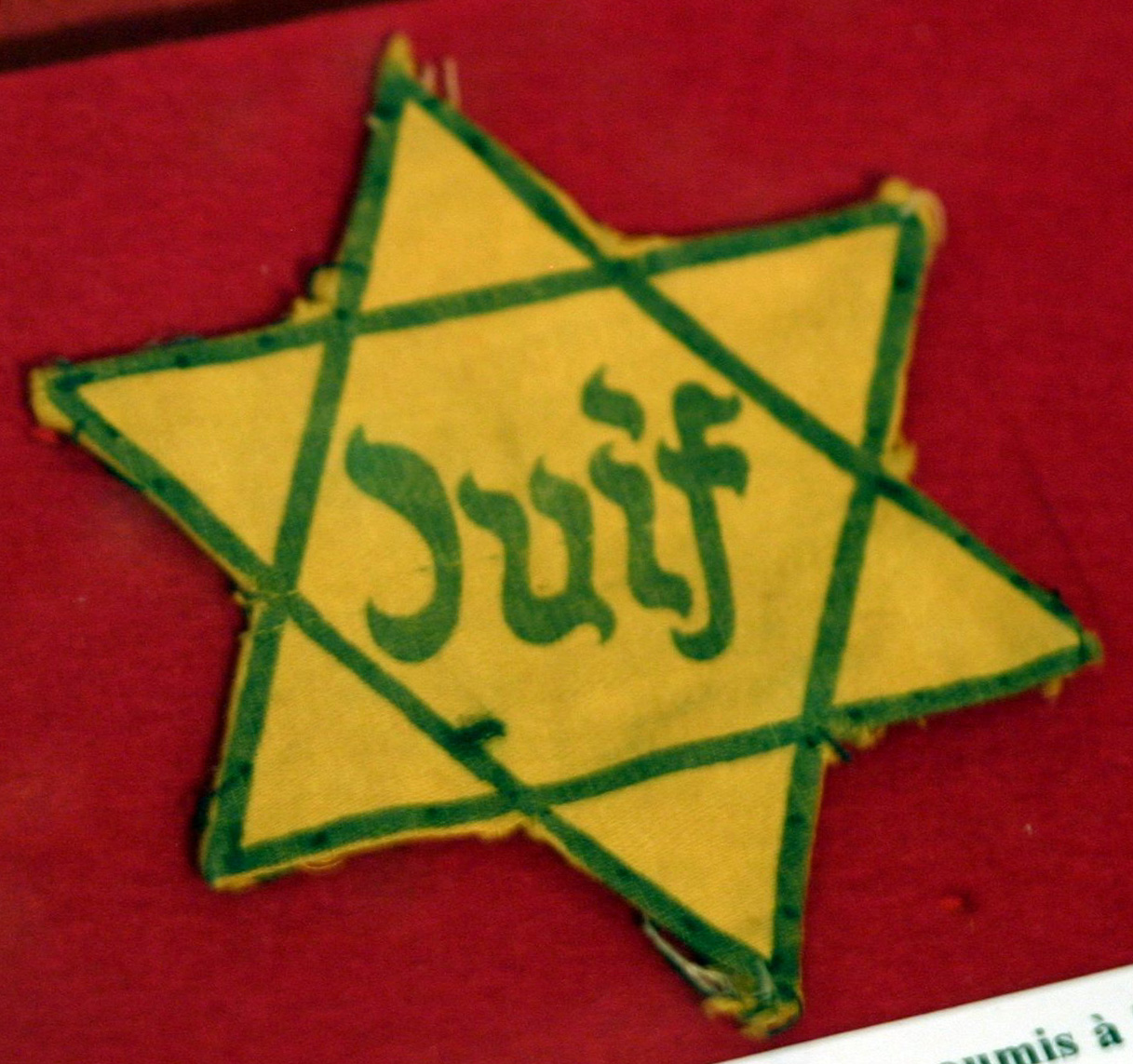
خلال الحكم النازي، اضطر اليهود إلى ارتداء الشارة الصفراء التي تميزهم عن باقي السكان. اليهود هم مجموعة عرقية دينية والاضطهاد النازي كان قائماً بسبب عرقهم.

إن أشكال أعمال العنف الأخرى، مثل الحرب والتعذيب والتطهير العرقي التي لا تستهدف الدين بشكل خاص، قد تعد شكل من أشكال الاضطهاد الديني عندما يتصف فرد أو أكثر من الأطراف المعنية بالتجانس الديني؛ على سبيل المثال، عندما يكون السكان المتنازعين الذين ينتمون إلى مجموعات عرقية مختلفة، غالبًا ما ينتمون أيضًا إلى ديانات أو طوائف مختلفة. قد يكون الفرق بين الهوية الدينية والعرقية غامضًا في بعض الأحيان (مثل حالة المجموعات الإثنية الدينيّة)؛ حيث لا يمكن تفسير حالات الإبادة الجماعية في القرن العشرين بالكامل عن طريق الاختلافات الدينية. ومع ذلك، فإن حالات مثل الإبادة الجماعية لليونانيين البونتيك، والإبادة الجماعية للأرمن، والإبادة الجماعية للآشوريين يُنظر إليها أحيانًا على أنها اضطهاد ديني ولا يوجد فيها خطوط الفاصلة بين العنف العرقي والديني.
منذ الفترة الحديثة المبكرة، كان هناك تطهير ديني متزايد ومتشابك مع عناصر عرقية. بما أن الدين هو علامة هامة أو مركزية في الهوية العرقية لبعض الجماعات، وبالتالي يمكن وصف بعض النزاعات بأنها «صراعات عرقية دينية».
تقدم معاداة السامية النازية مثالاً آخر على الانقسام المثير للنزاع بين الاضطهاد العرقي والديني، لأن الدعاية النازية تميل إلى بناء صورتها لليهود على أنها عرق، وإزالة التشديد على أن اليهود يعرّفهم دينهم. لم يمييز الهولوكوست في عمليات الاضطهاد بين اليهود العلمانيين واليهود الملحدين واليهود الأرثوذكس واليهود الذين تحولوا إلى المسيحية. كما وعانت الكنيسة الكاثوليكية من الإضطهاد الديني في ألمانيا النازية وبولندا.

### الإلحاد
قد يؤثر الاضطهاد الديني أيضًا على الملحدين في أنه قد يتم التنديد بهم على أنهم غير أخلاقيين أو يتعرضون للاضطهاد من قبل المتدينين بسبب عدم إيمانهم في الله.

## اضطهاد المسيحيين

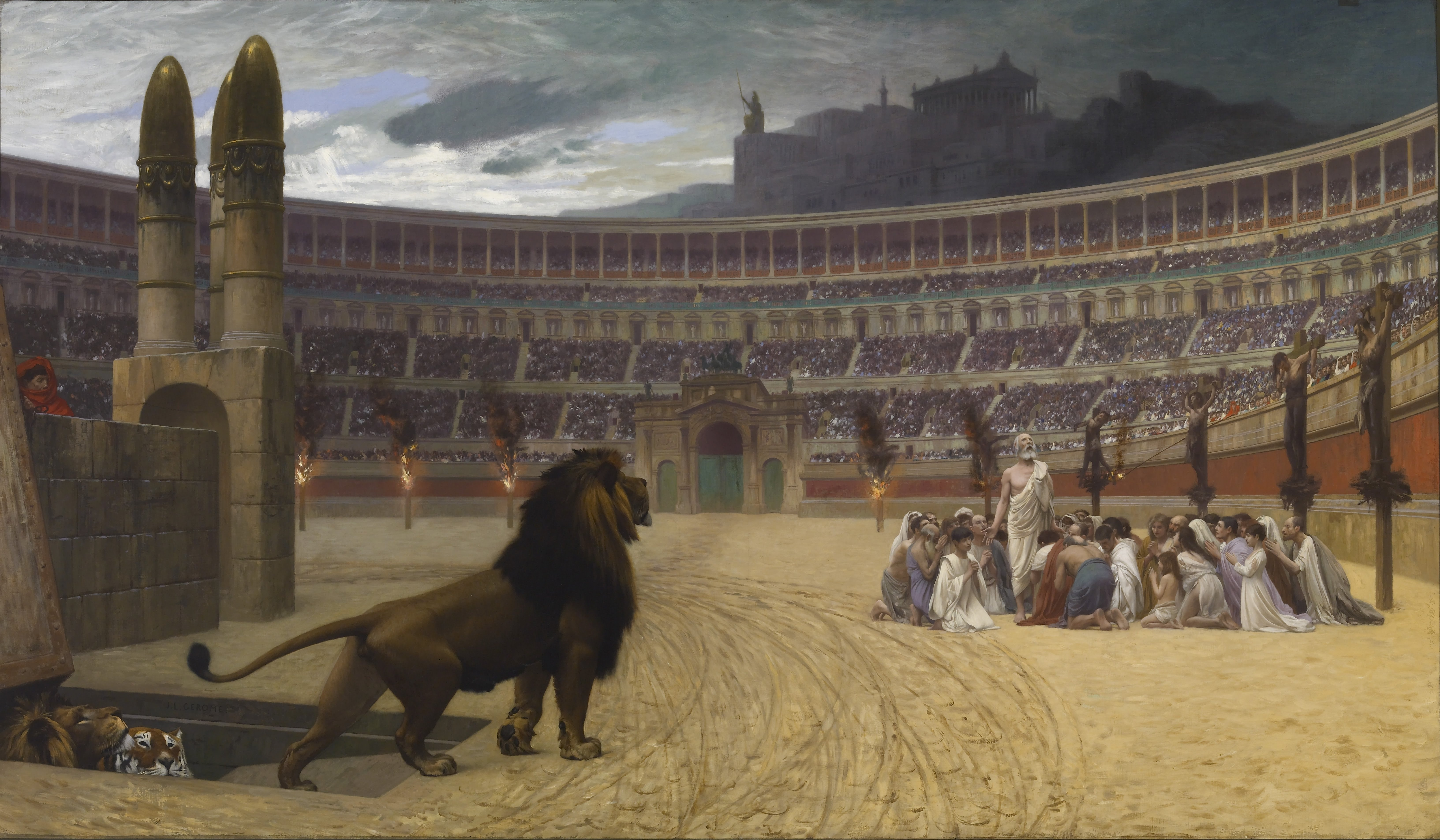
الصلاة الأخيرة لمسيحيين خلال أحد حفلات التعذيب في الكولسيوم، روما لوحة بريشة جان ليون جيروم سنة 1834.

يعود اضطهاد المسيحيين إلى العصور المسيحية المبكرة. عانى المسيحيون من الاضطهاد الدينى، في عصور مختلفة تاريخيًا وحاليًا على حد سواء، تم اضطهاد المسيحيين في وقت مبكر لإيمانهم، على أيدي اليهود والذي منهم نشأت المسيحية كديانة، ومن قبل الإمبراطورية الرومانية التي كانت المسيطرة على معظم الأراضي التي انتشرت فيها المسيحية. استمر هذا من الاضطهاد من القرن الأول حتى القرن الرابع، عندما أنهى مرسوم الإمبراطور قسطنطين المسمى في التاريخ باسم مرسوم ميلانو عام 313 مرحلة الاضطهادات وشكل اعتناقه للمسيحية نقطة تحول هامة في التاريخ.
واجهت البعثات التبشيرية المسيحية، بالإضافة إلى السكان المحليين ممن تحولوا إلى المسيحية، الاضطهادات لدرجة أن استشهد بعضهم بسبب إيمانهم المسيحي. وهناك أيضا عدد من الطوائف المسيحية التي عانت من الاضطهاد على أيدي مسيحيين من طوائف آخرى بتهمة الهرطقة، ولا سيما خلال القرن السادس عشر خلال عصر الإصلاح بروتستانتي.
إضطُهِدَ المسيحيين في القرن العشرين من قبل جماعات مختلفة، بما في ذلك الدول الملحدة مثل الاتحاد السوفياتي وكوريا الشمالية. خلال الحرب العالمية الثانية تعرضت بعض الكنائس المسيحية للإضطهاد في ألمانيا النازية لمقاومة الأيديولوجية النازية؛ وفي بداية الحرب الأهلية الإسبانية من قبل الشيوعيين والفوضويين. وقامت الدولة العثمانية في قتل متعمد والمنهجي للسكان الأرمن خلال وبعد الحرب العالمية الأولى، وقد تم تنفيذ ذلك من خلال المجازر، والاغتصاب، وعمليات الترحيل، والترحيل القسري وهي عبارة عن مسيرات في ظل ظروف قاسية مصممة لتؤدي إلى وفاة المبعدين. يقدّر الباحثين ان اعداد الضحايا الأرمن تتراوح ما بين مليون و1.5 مليون نسمة. كذلك تعرضت مجموعات عرقية مسيحية بالمهاجمة والقتل من قبل الدولة العثمانية منهم آشوريين/سريان/كلدان وذلك عن طريق سلسلة من العمليات الحربية التي شنتها قوات نظامية تابعة للدولة عثمانية بمساعدة مجموعات مسلحة كردية شبه نظامية استهدفت مدنيين آشوريين/سريان/كلدان أثناء وبعد الحرب العالمية الأولى. أدت هذه العمليات إلى مقتل مئات الآلاف منهم كما نزح آخرون من مناطق سكناهم الأصلية بجنوب شرق تركيا الحالية وشمال غرب إيران. سميت هذه المذابح التي استهدفت السريان باسم مذابح سيفو وتعرف كذلك بالمذابح الآشورية ويقدر الدارسون أعداد الضحايا السريان/الآشوريين بما بين 250,000 إلى 500,000، وضد اليونانيين حيث قامت حكومة تركيا الفتاة الوريثة للإمبراطورية العثمانية بتحريض أعمال العنف ضد الأقليّة اليونانية البنطية في البنطس وغيرها من المناطق التي تقطنها الأقليات الإغريقية. تضمنّت الحملة مذبحة، نفي من المناطق يتضمن حملات قتل الواسعة ضد هذه الأقليات. كان عدد الضحايا وفقاً للمصادر حوالي النصف مليون. ويرى العديد من الباحثين أن هذه الأحداث، تعتبر جزء من نفس سياسية الإبادة التي انتهجتها الدولة العثمانية ضد الطوائف المسيحية. وكان العدد الإجمالي لضحايا سياسات دولة السوفييت الإلحادية من المسيحيين تم تقديره بما يتراوح بين 12-20 مليون.
يتعرض المسيحيون حاليًا إلى الاضطهاد في عدد من الدول، ويقدر حاليًا نحو 100 مليون مسيحي يواجهون الاضطهاد، وذلك وفقا لمنظمة «أبواب مفتوحة» المسيحية، ولا سيما في الدول الشيوعية والعديد من الدول الإسلامية، والهند. أشّد الاضطهادات للمسيحيين وفقًا لمنظمة أبواب مفتوحة هي في كوريا الشمالية، حيث لايسمح لأي أديان أن تمارس شعائرها، والصين، حيث هناك اضطهاد للمسيحيين الذين لا ينتمون إلي الطوائف التي أقرّتها الحكومة الصينية، بالإضافة إلى السعودية وإيران. وأعربت جماعات حقوق الإنسان مثل منظمة العفو الدولية أيضًا عن قلقها حول الاضطهاد الديني للمسيحيين في كوريا الشمالية. أفادت دراسة حديثة، والتي استشهد بها في الفاتيكان، أن 75 من بين كل 100 شخص قتلوا بسبب الكراهية الدينية كانوا مسيحيين، وقد استشهد المتحدث باسم الفاتيكان بتقدير آخر، وهو أن 100 ألف مسيحي يقتلون سنوياً لسبب مرتبط بالدين، إلا أن تقرير لبي بي سي وجد أن الرقم مبالغ فيه، وأن أغلب الضحايا في التقدير هم ضحايا في حروب أهلية غير متعلقة بالدين كما في الكونغو ورواندا، حيث وفقاً لتوماس شيرماتشر من الجمعية الدولية لحقوق الإنسان، فإن الرقم هو 7 أو 8 آلاف سنوياً. ويقدر بعض المسيحيين بأنه في ألفي عام من المسيحية، قد عانى من الاضطهاد نحو 70 مليون مسيحي وقد قتل من أجل إيمانهم منهم 45.5 مليون أو 65 في المائة منهم في القرن العشرين وفقًا للاضطهاد الجديد. وبحسب مصدر يعاني المسيحيون عدديًا أكثر من أي مجموعة دينية أخرى أو أي مجموعة بدون إيمان في العالم. وفقاً للجمعية الدولية لحقوق الإنسان فإن المسيحيين هم الأكثر تعرضاً للاضطهاد حيث أن 80% من جميع أعمال التمييز الديني موجهة ضد المسيحيين. أشار تقرير بريطاني في عام 2019 طلب إعداده جيريمي هنت وزير الخارجية البريطاني، إن اضطهاد المسيحيين بلغ حد «الإبادة الجماعية»، وأضاف أن المسيحيين هم أكثر الجماعات تعرضا للاضطهاد الديني. وأفاد التقرير المرحلي بأن «ممارسات الإبادة الجماعية بلغت مداها، وأن المسيحية تواجه خطر الاختفاء من أجزاء في الشرق الأوسط». وأشار التقرير إلى تقديرات تتضمن أن واحداً من كل ثلاثة مسيحيين يعاني من الاضطهاد الديني حول العالم.
وفقا لمركز بيو، كان عدد الدول التي تم اضطهاد المسيحيين أو التحرش بهم فيها بين 2006 و2011 هو 145 دولة. وفقاً لمصادر مختلفة، يواجه المسيحيون مستويات متزايدة من الاضطهادات في العالم الإسلامي، حيث يعانى السكان المسيحيين من التمييز والاضطهادات الحادّة وفي بعض الحالات القتل في عدد من الدول ذات الأغلبية المسلمة؛ كما وتشير تقارير مختلفة إلى تزايد في اضطهاد المسيحيين في باكستان، وبحسب نيويورك تايمز يواجه المسيحيين في الشرق الأوسط الاستعباد والقتل والتهجير من قبل تنظيمات إسلامية متطرفة. كما وتجّرم أغلب الدول الإسلاميّة التحول من الإسلام إلى الدين آخر، ويواجه العديد من معتنقي المسيحية ذوي الخلفية الإسلامية نبذ اجتماعي أو السجن وأحيانًا القتل وذلك على خلفية تحولهم للمسيحية. ومنذ عام 2008 اندلعت مظاهرات وهجمات مناهضة للمسيحية في عدة أجزاء من الهند.

## اضطهاد المسلمين

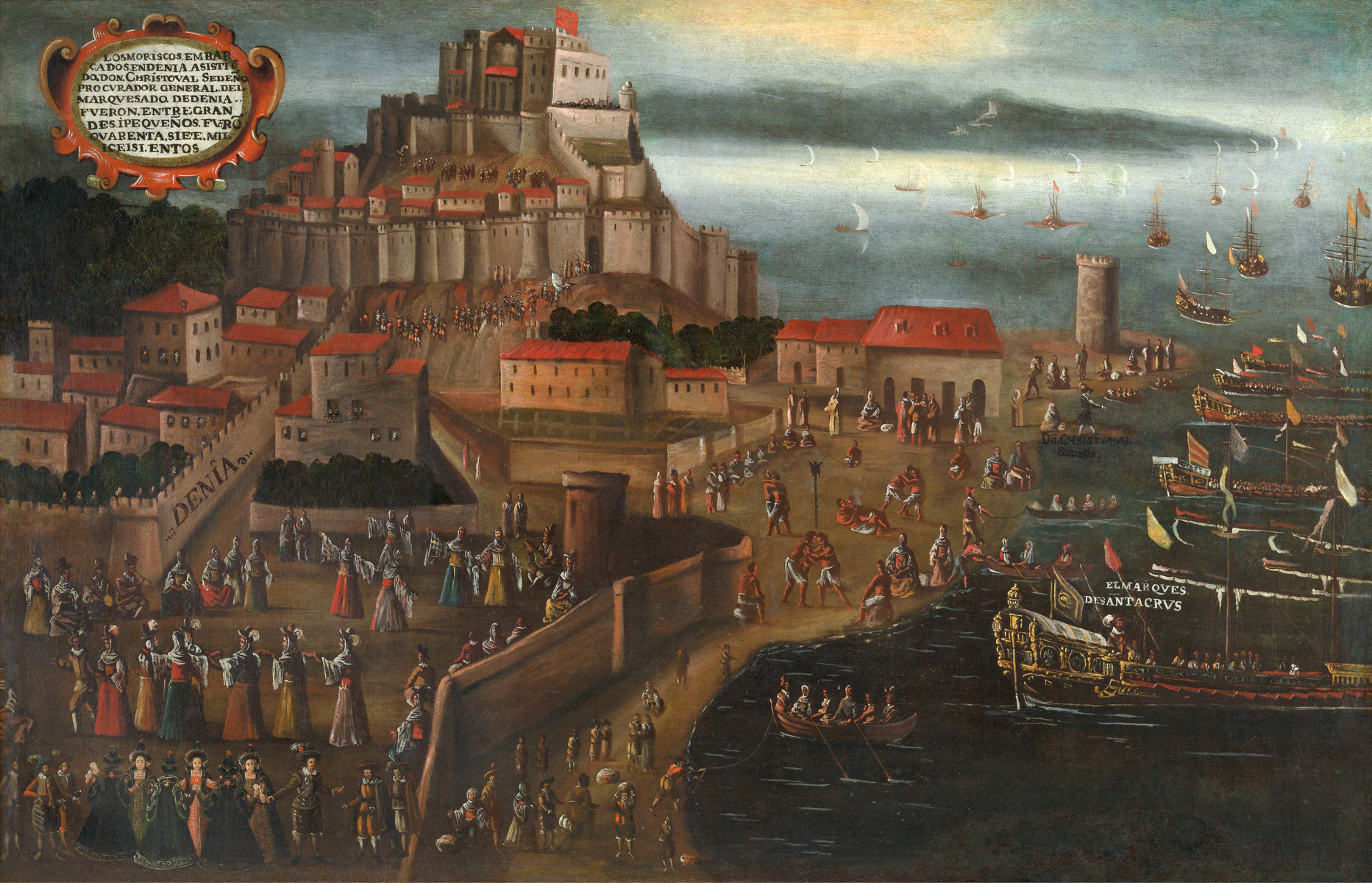
طرد المسلمين من ميناء دينايا الإسبانيّة في القرن الرابع عشر، ودعي من أضطر للتحول للمسيحية ظاهريًا والبقاء في إسبانيا بإسم المورسكيون.

في الأيام الأولى للإسلام في مكة، تعرض المسلمون الجدد للإساءة والاضطهاد من قبل المكيين الوثنيين وقُتل بعضهم، مثل سمية بنت خباب، والتي كانت سابع معتنقة للإسلام، وتعرض للتعذيب لأول مرة على يد عمرو بن هشام. حتى النبي محمد تعرض لمثل هذا الاعتداء. وبينما كان يصلي بالقرب من الكعبة، ألقى عقبة بن أبو معيث أحشاء جمل ذبيحة فوقه.
في العام 1492، طبع سقوط غرناطة بأيدي بني نصر نهاية حرب الإسترداد، واسترجع الإسبان الأندلس، ولم تنته الحرب إلا بسقوط غرناطة سنة 1492، وأسست محاكم التفتيش الإسبانية؛ والتي شملت أهدافها الموريسكيون واليهود والبروتستانت. أجبر المسلمون واليهود على اعتناق المسيحية وسموا بالمسيحيين الجدد، وأطلق على المسلمين معتنقي المسيحية مصطلح «الموريسكيون». قدرت أعداد المسلمين المورسكيين الذين أجبروا على التحول للمسيحية بحوالي مليون شخص. بعد التحول للمسيحية، اعتمدت العائلات الإسلامية الأصل أسماء مسيحية جديدة. بقى عدد من المورسكيين سريًا على دينه الإسلامي وحافظ على التقاليد والشعائر الإسلاميّة بعيدًا عن أعين محاكم التفتيش، في حين أن عددًا آخر اندمج مع المجتمع المسيحي الإسباني.
رداً على الإبادة الجماعية الأرمينية واليونانية، تم تنفيذ أعمال انتقامية من قبل القوات الروسية المتقدمة في عام 1916 ضد المسلمين (من الأكراد والأتراك) في المقاطعات الشرقية، وبمساعدة من المتطوعين الأرمن، لا تزال الإحصائيات حول القتل موضع خلاف، وفقاً للمؤرخ جستن مكارثي، بين الأعوام 1821-1922، منذ بداية حرب الاستقلال اليونانية وحتى نهاية الدولة العثمانية، تم طرد خمسة ملايين مسلم من أراضيهم وتوفي خمسة ونصف مليون آخرين، حيث تم قتل بعضهم في الحروب، والبعض الآخر ماتوا كلاجئين من الجوع أو المرض، وعلى الرغم من أن الكثير من المؤرخين يرون أن مكارثي يميل للجانب التركي، إلا أنهم يؤكدون أن الأرقام ما تزال ضخمة، وتنظر بعض أعمال مكارثي إلى التغييرات السكانية العظيمة في تلك الفترة، بما في ذلك فحص الطرد المكثف للمسلمين من دول البلقان الجديدة والكوارث الديموغرافية في الفترة ما بين عام 1912 وعام 1923، ولفت عمل مكارثي الانتباه إلى التاريخ الذي لا يحظى باهتمام الكثيرين من المعاناة والإقصاء للمسلمين الذي شكل عقلية مرتكبي عام 1915، وبحسب دونالد دبليو بلايشر، تشكل أعمال مكارثي تصحيحا للمفهوم الشائع لدى الغرب بأن جميع الضحايا في تلك الفترة كانوا من المسيحيين. ويقدر مارك بيونديش أنه في الفترة ما بين 1912 و1923 كانت الخسائر بين المسلمين في البلقان في سياق الذين قُتلوا وطُردوا أكثر من ثلاثة ملايين، وبقي أقل من مليون في البلقان. وبشكل عام، يقدر عدد الوفيات واللاجئين بين المسلمين خلال فترة تفكك الدولة العثمانية بالعديد من الملايين.
أعلن يوم 15 أغسطس 1947 استقلال الهند عن الإستعمار البريطاني، وقد تزامن هذا الاستقلال مع تقسيم الهند إلى حكومة الهند وحكومة الباكستان. وقد خلف هذا التقسيم الكثير من حركات العنف والتهجير حيث قتل ما بين 500 ألف إلى مليون شخص بينما هجر ما يقارب العشرة ملايين. وقد حصلت العديد من أعمال العنف ضد المسلمين، وأجبر عدد من المسلمين بفعل الإكراه التحول ظاهريًا للديانة الهندوسية. وأدت أعمال الشغب والعنف بين الهندوس والمسلمين في ولاية غوجارات عام 2012 إلى مقتل 790 مسلمًا فضلًا عن أضرار لمساكن ومشاغل المسلمين وأشارت تقارير إلى مراسيم بالإكراه لمسلمين للتحول للديانة الهندوسية.
تتعرض بعض الأقليات المسلمة إلى اضطهاد ممنهج في الدول التي يعيشون بها، مثل أقلية الروهينغا في بورما، والتي تعتبرها الأمم المتحدة أكثر أقلية مضطهدة في العالم. تُمارس بعض الجماعات البوذية المتشددة عمليات ملاحقة، وقتل، وتدمير لممتلكات أقلية الروهينغا. أشارت تقارير أنه خلال أعمال العنف في ولاية راخين سنة 2012 أُجبر عدد من المسلمين على التحول بالإكراه للديانة البوذية من خلال مراسيم دينية. كما تتعرض أقلية الإيغور الصنية إلى اضطهاد من الحكومة الصينية؛ حيث يُمنع المسلمون من صيام شهر رمضان، كما ويُمنع ارتداء الحجاب، والصلاة في المساجد. وشهدت جمهورية أفريقيا الوسطى صراع طائفي بين عام 2012 وعام 2014 بين السكان المسيحيين والمسلمين، وذكر تقرير سنة 2015 أن العديد من المسلمين يتم إجبارهم على التحول للمسيحية تحت تهديد القتل. ووفقا لمركز بيو، كان عدد الدول التي تم اضطهاد المسلمين أو التحرش بهم فيها بين 2006 و2011 هو 129 دولة.

## اضطهاد اليهود

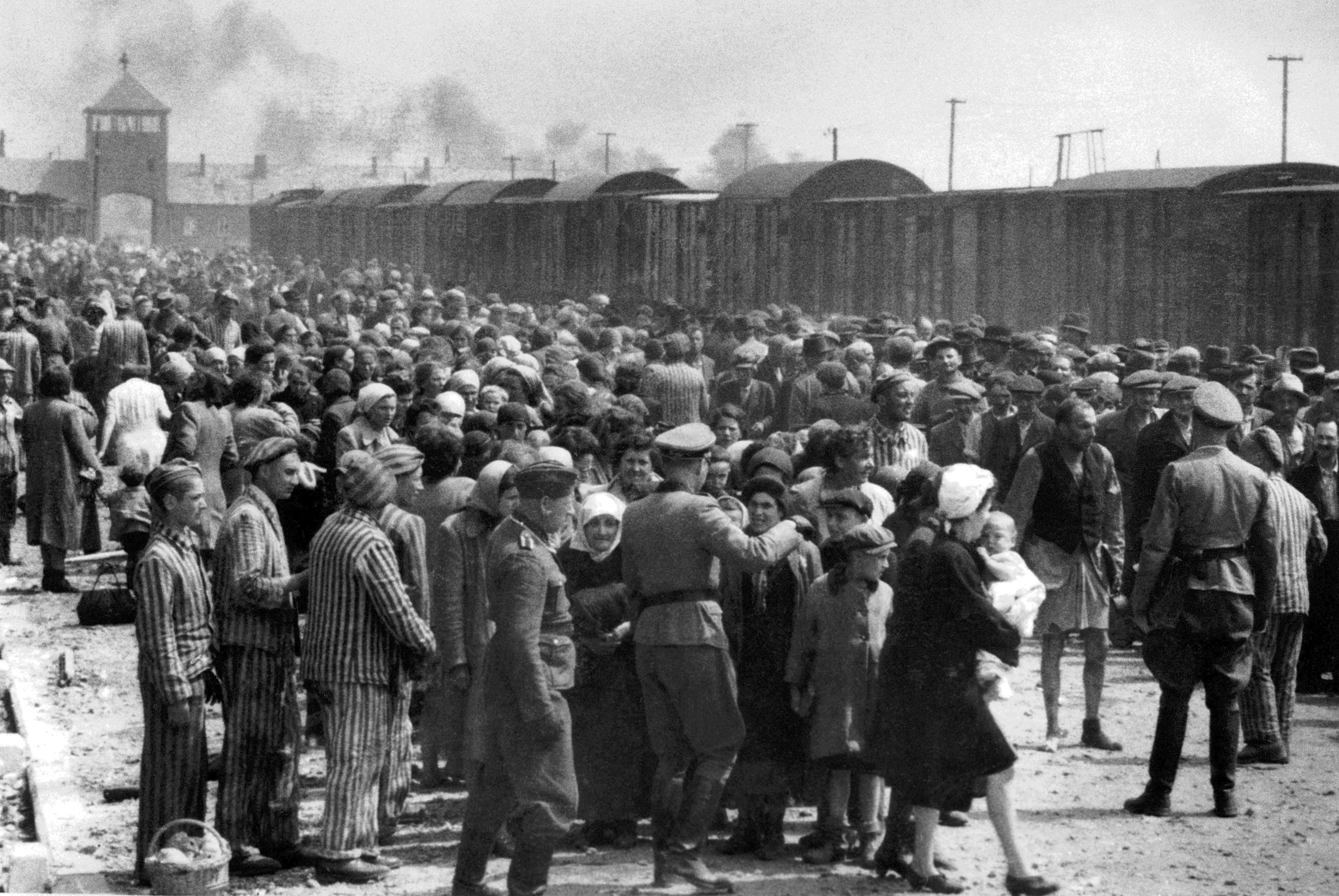
يهود هنغاريون اختارهم النازيين ليتم إرسالهم لغرفة الغاز في معسكر أوشفيتز ببولندا، صورة تعود لمايو/يونيو من عام 1944.

كان الاضطهاد أحد المكونات الرئيسية للتاريخ اليهودي، وقد ارتكبت الاضطهادات ضد اليهود من قبل السلوقيون، والإغريقون القدماء، والرومان القدماء، والمسيحيون (الكاثوليك، والأرثوذكس والبروتستانت)، والمسلمون والشيوعيون والنازيون، وبعض من أهم الأحداث التي تشكل هذا التاريخ مذبحة غرناطة في عام 1066، ومذابح ولاية راينلاند، ومرسوم الحمراء بعد سقوط الأندلس وإنشاء محاكم التفتيش الإسبانية، الأمر الذي كان فاتحة طرد اليهود من أوروبا برمتها: فطردوا من فيينا سنة 1441 وبافاريا 1442 وبروجيا 1485 وميلانو 1489 ومن توسكانا 1494، وأخذوا يتجهون نحو بولندا وروسيا والإمبراطورية العثمانية، كما تم هدم لمعابدهم ودور عبادتهم في مصر وسوريا والعراق واليمن، كما اجبر بعضهم على الإسلام قسراً في بعض مناطق اليمن، وبلاد فارس، والمغرب، وبغداد في القرن الثاني عشر والثامن عشر الميلاديين، وعزز نشر عن اليهود وأكاذيبهم من قبل مارتن لوثر أنطلاق معاداة السامية البروتستانتية، وإتبعت الإمبراطورية الروسية سياسات تمييزية تجاه اليهود تكثفت عندما أدى تقسيم بولندا في القرن الثامن عشر، ونظرًا لِأنَّ اليهود كانوا يعيشون في مُجتمعاتٍ شبه مُنغلقة ويتبعون أساليب حياةٍ مُختلفة عن أساليب حياة الروس المسيحيين، فكانت خلفيتهم الثقافيَّة وديانتهم وعاداتهم وتقاليدهم مُختلفة عن خلفيَّة سائر الشعب. كما وعززت معاداة السامية الألمانية الهولوكوست والتي قٌتِل فيها ما يقرب من ستة ملايين يهودي أوروبي على يد النظام النازي لأدولف هتلر والمتعاونين معه. ووفقا لمركز بيو، على الرغم أن اليهود يشكلون أقل 1% من سكان العالم، كان عدد الدول التي تم اضطهاد اليهود أو التحرش بهم فيها بين 2006 و2011 هو 90 دولة.

## اضطهاد الملحدين
استخدم مصطلح مُلحد قبل القرن الثامن عشر كإهانة، وكان الإلحاد يعاقب عليه بالإعدام في اليونان القديمة، وفي إسرائيل القديمة، وفي البلدان المسيحية خلال العصور الوسطى وفي البلدان الإسلامية. اليوم، يُعتبر الإلحاد جريمة في إيران والمملكة العربية السعودية وإندونيسيا، وبعض الدول الإسلامية الأخرى. وقد يتعرض الملحدين والمتشككين الدينيين للإعدام في أربعة عشر دولة على الأقل وهي أفغانستان، وإيران، وماليزيا، وجزر المالديف، وموريتانيا، ونيجيريا، وباكستان، وقطر، والمملكة العربية السعودية، والصومال، والسودان، وليبيا، والإمارات العربية المتحدة واليمن.

## اضطهاد المؤمنين

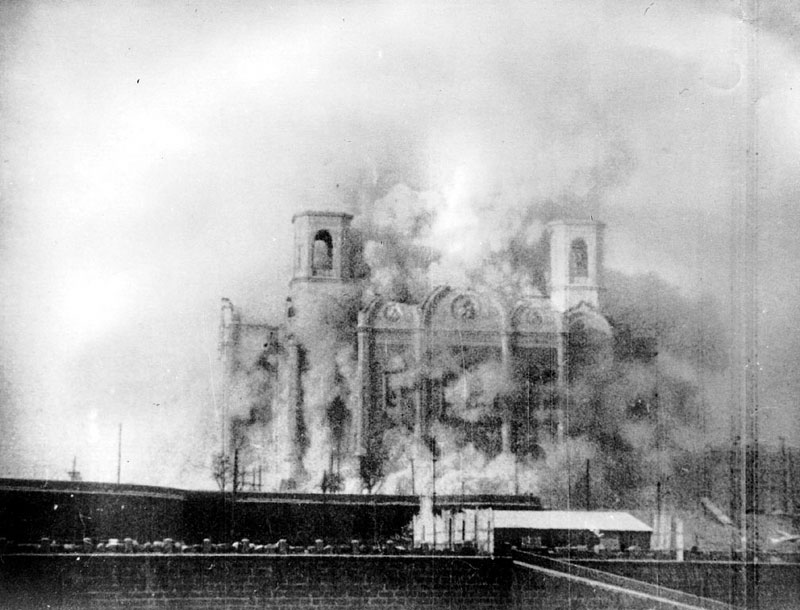
صورة تاريخية لتدمير كاتدرائية المسيح المخلص في موسكو سنة 1931. أدى اعتماد إلحاد الدولة في الاتحاد السوفييتي إلى حملة بين الأعوام 1921-1928 ضد الدين، والتي تم خلالها تدمير العديد من «المؤسسات الكنسية على المستوى المحلي أو الأبرشي أو الوطني بشكل منهجي».

إلحاد الدولة هو الترويج الرسمي للإلحاد من قبل الحكومة، مع قمع فعلي للحرية الدينية وممارسة الشعائر. وعلى النقيض من ذلك، فإن الدولة العلمانية تهدف إلى أن تكون محايدة رسميا في مسائل الدين، ولا تدعم الدين ولا تعارضه. قد يشير مصطلح إلحاد الدولة إلى الحكومة المناهضة لرجال الدين، حيث تعارض السلطة المؤسسية الدينية وتأثير الدين في جميع جوانب الحياة العامة والسياسية، بما في ذلك تورط الدين في الحياة اليوميَّة للمواطن.
بزر لأول مرة تعزيز الدولة للإلحاد كقاعدة عامة في المقام الأول في فرنسا الثورية بين السنوات 1789 حتى 1799. اتبعت المكسيك الثورية سياسات مماثلة من عام 1917، كما فعلت غالبية الدول الماركسية - اللينينية. كان لكل من الجمهورية الروسية السوفيتية الاتحادية الاشتراكية (1917-1991) والاتحاد السوفياتي (1922-1991) تاريخًا طويلاً من تعزيز الإلحاد في الدولة، على امتداد تاريخ الاتحاد السوفيتي أي بين الأعوام (1922-1991)، قمعت السلطات السوفياتية واضطهدت مختلف أشكال المسيحية والدينية بدرجات مختلفة تبعًا لحقبة محددة. إن السياسة السوفياتية المعتمدة على الأيديولوجية الماركسية اللينينة، جعلت الإلحاد المذهب الرسمي للإتحاد السوفيتي، وقد دعت الماركسية اللينينية باستمرار السيطرة والقمع، والقضاء على المعتقدات الدينية.
وكانت الدولة ملتزمة بهدم الدين، ودمرت الكنائس والمساجد والمعابد، سَخِرت من القيادات الدينينة وعرضتهم للمضايقات ونفذت بهم أحكام الإعدام، وأغرقت المدارس ووسائل الإعلام بتعاليم الإلحاد، وبشكل عام روجت للإلحاد على أنه الحقيقة التي يجب على المجتمع تقبلها. العدد الإجمالي لضحايا سياسات دولة السوفييت الإلحادية من المسيحيين تم تقديره بما يتراوح بين 12-20 مليون.
استمرت المعتقدات والممارسات الدينية بين الغالبية العظمى من السكان، في الميادين المحلية والخاصة ولكن أيضًا في الأماكن العامة المنتشرة المسموح بها من قبل الدولة التي اعترفت بفشلها في استئصال الدين والأخطار السياسية من اندلاع حرب ثقافية لا هوادة فيها.

## اضطهاد البهائيين

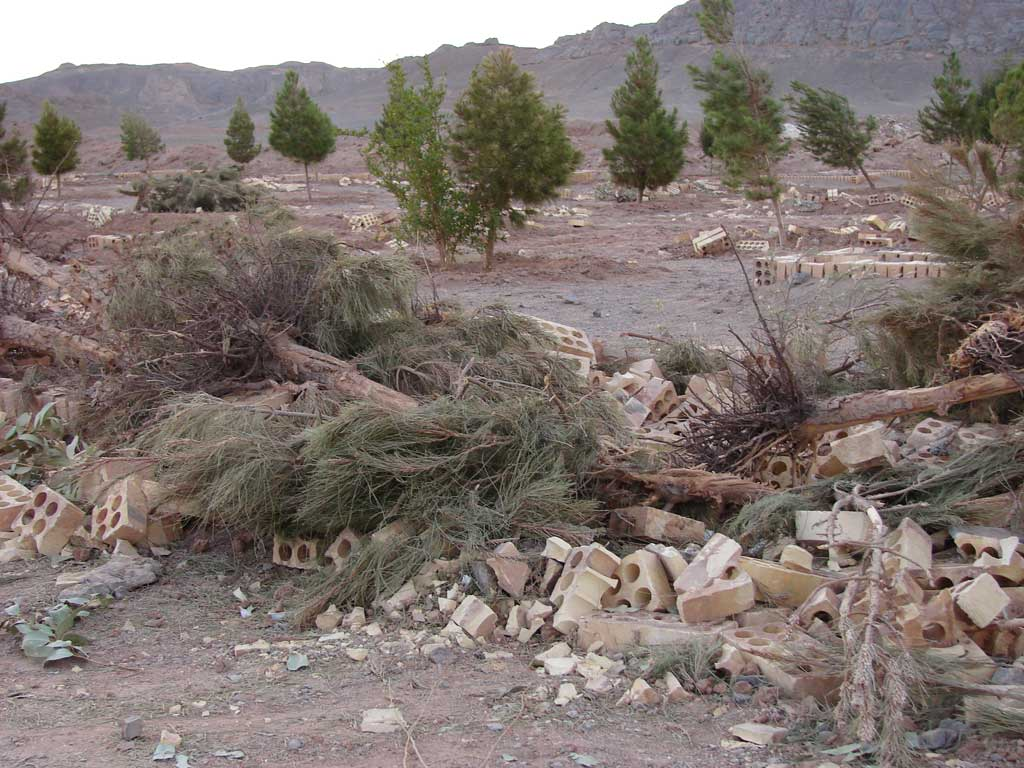
المقبرة البهائية في يزد بعد تدنيسها من قبل الحكومة الإيرانية.

البهائيون هم أكبر أقلية دينية في إيران، وتضم إيران واحدة من كبرى التجمعات البهائية في العالم. يتعرض البهائيون في إيران لإعتقالات لا مبرر لها، والسجن، والضرب، والتعذيب، والعمليات الإعدام غير المبررة، ومصادرة وتدمير ممتلكات يملكها أفراد والجماعة البهائية، والحرمان من العمل، وإنكار المزايا الحكومية، والحرمان من الحقوق المدنية، والحريات ، والحرمان من الوصول إلى التعليم العالي.
وفي الآونة الأخيرة، وفي الأشهر اللاحقة من عام 2005، شنت الصحف ومحطات الإذاعة الإيرانية حملة مكثفة ضد الديانة البهائية. أدارت صحيفة كيهان التي تديرها الدولة، ما يقرب من ثلاثين مقالة تشوه سمعة البهائيين. وعلاوة على ذلك، فإن رسالة سرية أرسلت في 29 أكتوبر من عام 2005 من قبل رئيس مقر قيادة القوات المسلحة في إيران تنص على أن المرشد الأعلى لإيران، آية الله خامنئي قد أصدر تعليمات إلى قيادة القيادة لتحديد الأشخاص الذين يلتزمون بالدين البهائي. ورصد أنشطتهم وجمع أي وجميع المعلومات حول أعضاء الإيمان البهائي. وجهت اسمة جهانجير ، المقررة الخاصة للجنة حقوق الإنسان التابعة للأمم المتحدة حول حرية الدين أو المعتقد، الرسالة في بيان صحفي بتاريخ 20 مارس من عام 2006. وفي البيان الصحفي، ذكرت المقررة الخاصة أنها «قلقة للغاية من المعلومات التي تلقتها فيما يتعلق بمعاملة أعضاء الطائفة البهائية في إيران». وذكرت كذلك أن «المقرر الخاص قلق من أن هذا التطور الأخير يشير إلى أن الوضع فيما يتعلق بالأقليات الدينية في إيران يتدهور في الواقع».
لا يزال البهائيون يتعرضون للاضطهاد في البلدان الإسلامية، لأن الزعماء الإسلاميين لا يعترفون بالدين البهائي كديانة مستقلة، بل كردة عن الإسلام. وقد حدثت الاضطهادات الأكثر شدة في إيران، حيث تم إعدام أكثر من 200 بهائي بين عام 1978 وعام 1998، وفي مصر. تم إصدار أوامر حظر ضد الأنشطة البهائية في الجزائر (1969) والعراق (1970 والإصدارات منذ ذلك الحين)، وإندونيسيا (خاصة ولكن ليس حصريًا 1962-2000). خلال أواخر عقد 1970، تم حظر الدين البهائي في عدد من البلدان في أفريقيا جنوب الصحراء منها بوروندي في عام 1974؛ ومالي في عام 1976؛ وأوغندا في عام 1977؛ والكونغو في عام 1978؛ والنيجر في عام 1978.

## اضطهاد البوذيين

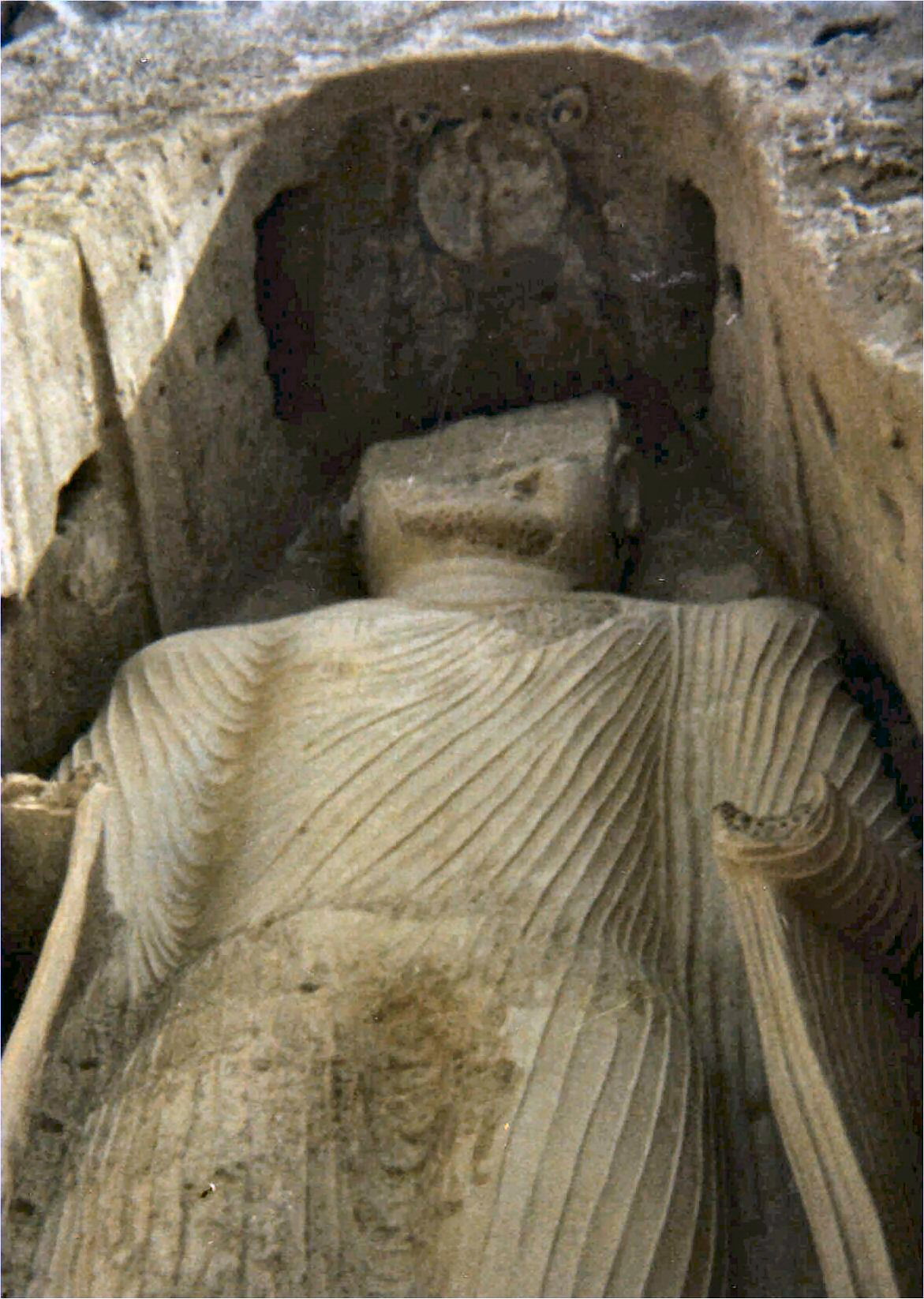
بوذا باميان؛ قامت عناصر طالبان بتدمير التمثالين باستخدام الديناميت في مارس 2001.

كان اضطهاد البوذيين ظاهرة واسعة الانتشار عبر تاريخ البوذية والتي استمرت حتى يومنا هذا، بداية من القرن الثالث الميلادي من قبل الإمبراطورية الساسانية الزرادشتية. خلال الفتح الإسلامي لخراسان تمت السيطرة على عدد من الأراضي في آسيا الوسطى بما في ذلك سمرقند، وتم تسجيل عدة حالات من هدم وتدمير للأضرحة البوذية من قبل قوات المسلمين المتقدمين وذلك على الرغم من استمرار الدين البوذي في البقاء في بعض الأماكن لفترة طويلة من الزمن. وبسبب الاضطهادات من قبل الأنظمة الإسلامية بالإضافة إلى التمييز والهجرة والتحويل الديني القسري، أدى ذلك إلى تراجع البوذية في آسيا الوسطى تلاه سيطرة المسلمين على تجارة على طول طريق الحرير وكذلك في السند. وأدت المشاعر المعادية للبوذية في الإمبراطورية الصينية بين القرنين الخامس والعاشر إلى ما يُعرف باسم الاضطهاد البوذي الرابع في الصين والذي كان الاضطهاد العظيم المناهض للبوذية في عام 845 والذيك كان على الأرجح أشدها قسوة. في القرن العشرين تعرض البوذيون للاضطهاد من قبل الدول والأحزاب الشيوعية الآسيوية، ومن قبل الإمبراطورية اليابانية. ومع ذلك، خلال الثورة الثقافية، بذل شكل جديد من الإلحاد المسلح جهودًا كبيرة للقضاء على الدين تمامًا. وفي ظل هذا الإلحاد المسلح الذي تبناه ماو تسي تونغ، أغلقت بيوت العبادة؛ ودمرت المعابد البوذية والمعابد الطاوية والكنائس المسيحية والمساجد الإسلامية؛ وتحطمت القطع الأثرية الدينيَّة؛ وأحرقت النصوص المقدسة.
خلال حقبة إمبراطورية اليابان أجبر الرهبان البوذيين على العودة إلى العلمانيين، وتمت مصادرة الممتلكات البوذية، وأغلقت المؤسسات البوذية، وأعيد تنظيم المدارس البوذية تحت سيطرة الدولة باسم تحديث اليابان خلال فترة مييجي المبكرة. وكانت سيطرة الدولة على البوذية جزءًا من السياسة الإمبريالية اليابانية في الداخل والخارج في كوريا وغيرها من الأراضي المحتلة.
ولدَت سياسات الرئيس نغو دينه ديم في فييتنام التحيز الديني لصالح الكاثوليكية. وباعتباره عضوا في الأقلية الكاثوليكية، اتبع سياسات تعارض الأغلبية البوذية. وسيطر الحكّام الكاثوليك من أسرة نجو عن طريق الأخوين نغو دينه ديم وتقو ديم، ووين ڤان ثيو على مكاسب البلاد اقتصاديًا وسياسيًا وكان أغلب جنرلات العاصمة «سايغون» من الكاثوليك، مما أساء البوذيين من احتكار الكاثوليك للسلطة والاقتصاد والجيش والمناصب الرئيسية وذلك على الرغم من كونهم أقلية وائتلافهم مع الولايات المتحدة والغرب. في مايو من عام 1963، في وسط مدينة هوو، مُنع البوذيين من عرض العلم البوذي خلال احتفالات فيساك البوذية المقدسة. وقبل أيام قليلة، تم تشجيع الكاثوليك على نقل الأعلام الدينية المسيحية في احتفال تكريما لنغو دينه توك. وأدى ذلك إلى احتجاج البوذيين ضد الحكومة، والتي قمعتها قوات نغو دينه ديم بعنف، مما أسفر عن مقتل تسعة مدنيين. وأدى ذلك إلى حملة جماهيرية ضد حكومة نغو دينه ديم خلال الأزمة البوذية.
فرض الخمير الحمر، ذات الميول الماوية، بنشاط الإلحاد، مما أدى إلى اضطهاد الأقليات العرقية والرهبان البوذيين خلال فترة حكمهم من عام 1975 إلى عام 1979. ودمُرت المؤسسات البوذية والمعابد وقُتل الرهبان والمعلمين البوذيين بأعداد كبيرة. ودمرت ثلث الأديرة البوذية جنباً إلى جنب تدمير العديد من النصوص المقدسة والمواد ذات الجودة الفنية العالية. وتم ذبح 25,000 من الرهبان البوذيين من قبل النظام. كان بول بوت ملحداً متطرفاً، أعتقد أن البوذية كانت مؤثرة في الانحلال، وسعى إلى القضاء على تأثيرها البالغ 1500 عام على كمبوديا، مع الحفاظ على هياكل القاعدة البوذية التقليدية.
على الرغم من أن العديد من المعابد والأديرة البوذية قد أعيد بناؤها بعد الثورة الثقافية، فإن البوذية التبتية كانت محصورة إلى حد كبير من قبل حكومة جمهورية الصين الشعبية. وأفادت التقارير أن الرهبان والراهبات البوذيين قد تعرضوا للتعذيب والقتل على يد الجيش الصيني، وذلك وفقاً لجميع جماعات حقوق الإنسان. وكان هناك أكثر من 6,000 دير بوذي في التبت، وتعرضت جميعا تقريباً للنهب والتدمير من قبل الشيوعيين الصينيين، خاصةً خلال الثورة الثقافية. ووفقا لمركز بيو، كان عدد الدول التي تم اضطهاد البوذيين أو التحرش بهم فيها بين 2006 و2011 هو 23 دولة.

## اضطهاد الهندوس

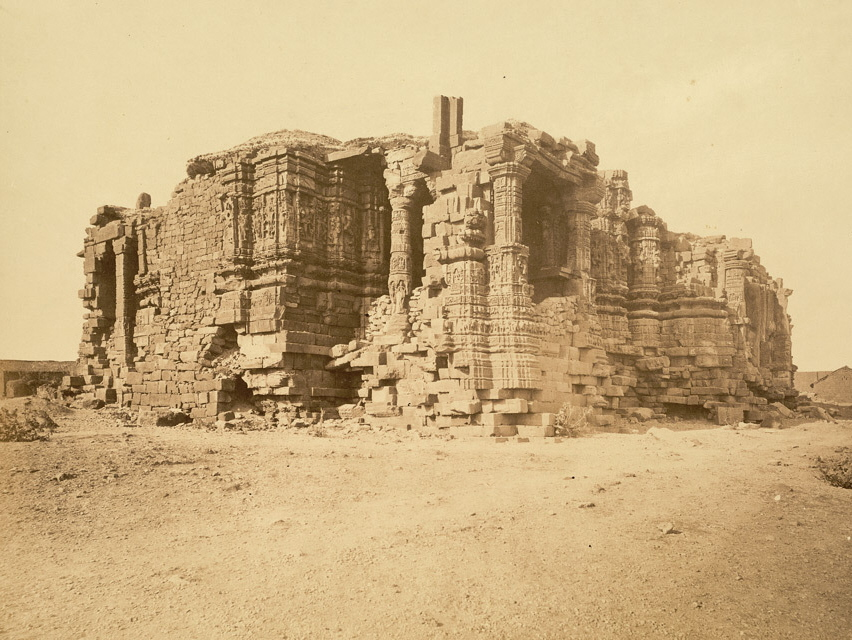
أنقاض معبد سومناث، دمر خلال هجوم محمود الغزنوي على الهند.

تم اضطهاد الهندوس خلال العصور الوسطى والعصر الحديث. شمل الاضطهاد في العصور الوسطى موجات من النهب والقتل وتدمير المعابد والإستعباد من قبل الجيوش التركية المغولية المسلمة القادمة من آسيا الوسطى. وهي أحداث موثقة في الأدب الإسلامي مثل تلك المتعلقة بالقرن الثامن مع وصول محمد بن القاسم الثقفي، وفي القرن الحادي عشر مع غزو محمود الغزنوي، والرحالة الفارسي البيروني، وغزوات القوات الإسلامية في القرن الرابع عشر بقيادة تيمور، والحكام المختلفين من المسلمين السنَّة في سلطنة دلهي وسلطنة مغول الهند. كانت هناك استثناءات عرضية مثل حقبة جلال الدين أكبر والذي أوقف اضطهاد الهندوس، وفي بعض الأحيان اضطهاد شديد مثل حقبة أورنكزيب عالم كير، والذي دمر المعابد، وأجبر بالقوة غير المسلمين إلى اعتناق الإسلام وقام بحظر الاحتفال بالمهرجانات الهندوسية مثل هولي وديوالي. وبحسب كيشوري ساران لال انخفض عدد سكان شبه القارة الهندية من 200 مليون إلى 170 مليون بين عام 1000 وعام 1500، نتيجة القتل وعمليات الترحيل والحروب والمجاعات، وذكر أن تقديراته مؤقتة ولا تدعي أنها نهائية، على الرغم من أنه وفقا لأغلب المؤرخين فقد ازداد عدد السكان بصورة طبيعية خلال هذه الفترة. وصف المؤرخ فرنان بروديل الحقبة الإسلامية في الهند بأنها كانت «تجربة استعمارية عنيفة للغاية، وأن المعابد الهندوسية كان يتم تدميرها إفساحاً للمجال أمام المساجد، وفي أحيان أخرى عمليات التحويل الديني القسري للديانة الإسلامية». وفي ظل بعض الحكام المسلمين أدى تدمير المعابد والمؤسسات التعليمية الهندوسية، وقتل الرهبان المتعلمين وتشتت الطلاب، إلى تراجع واسع النطاق في التعليم الهندوسي. ومع سقوط الملوك الهندوس، واجهت الأبحاث العلمية والفلسفة الهندوسية بعض الانتكاسات بسبب نقص التمويل والدعم الملكي والبيئة المفتوحة.
الاضطهاد الآخر المسجل للهندوس يشمل خلال حكم السلطان تيبو في القرن الثامن عشر في جنوب الهند، حيث اضطهد السلطان تيبو الهندوس والمسيحيين، وأجبر كل من الهندوس والمسيحيين على التحول القسري للإسلام. وخلال الحكم البرتغالي في غوا، تم إجبار الآلاف من الهندوس على التحول إلى المسيحية من خلال تمرير القوانين التي أعاقت ممارسة عقيدتهم، أو مضايقتهم تحت ذرائع مختلفة، وتم إنشاء محكمة التفتيش البرتغالية في غوا والتي اضطهدت المتحولون المتراجعون (أي، الهندوس السابقين والمسلمون الذين تحولوا إلى المسيحية)، وقد تم تسجيل ما لا يقل عن إعدام 57 جنديًا هندوسياً على مدار الثلاثمائة عام أي بدءًا من عام 1560.
 الاضطهاد الآخر المسجل للهندوس يشمل اثناء الحقبة الإستعمارية. في العصر الحديث، تم الإبلاغ عن الاضطهاد الديني للهندوس خارج الهند. خلال تقسيم الهند كان الهندوس من بين 200,000 إلى مليون شخص ماتوا خلال أعمال الشغب وغيرها من أعمال العنف المرتبطة بالتقسيم. وبعد استقلال باكستان في عام 1947، تم طرد ما يقرب من 4.7 مليون من الهندوس والسيخ إلى الهند بينما استقر 6.5 مليون مسلم في باكستان.
ساهمت الإبادة الجماعية في بنغلاديش 1971 والتي ارتكبتها باكستان الغربية ضد باكستان الشرقية بسبب مطالبتها بحق تقرير المصير، وكان جزء رئيسي منها ضد السكان الهندوس، إلى نزوح عدد كبير من السكان الهندوس، وشكل الهندوس نحو 60% من اللاجئين البنغال إلى الهند حينها. وأجبر العديد من الهندوس على اعتناق الإسلام. وشملت الإبادة الجماعية في بنغلاديش 1971 والتي ارتكبتها باكستان الغربية حملة منهجية من الإغتصاب الجماعي،  من قبل القوات المسلحة الباكستانية ومن ميليشيات مساندة إسلاموية تنتمي لتنظيم جماعة إسلامي. ووفقا لمركز بيو، كان عدد الدول التي تم اضطهاد الهندوس أو التحرش بهم فيها بين 2006 و2011 هو 32 دولة.

## اضطهاد السيخ
تطورت السيخية في أوقات الاضطهاد الديني، حيث تعرض اثنان من أتباع السيخ وهم الغورو أرجان والغورو تيج بهادور للتعذيب وأعدم من قبل حكام المغول بعد رفضهم اعتناق الإسلام. وأثار اضطهاد السيخ تأسيس الخالسا كطلب لحماية حرية الضمير والدين. في عام 1746 تعرض السيخ لمجزرة كبيرة من قبل سلطنة مغول الهند، ووصل عدد الضحايا إلى ما يقدر بحوالي 7,000 من السيخ، وتم أسر حوالي 3,000 سيخي. وفي عام 1762 حصلت عمليات من القتل الجماعي ضد السيخ من قبل القوات الأفغانية للدولة الدرانية وذلك خلال سنوات النفوذ الأفغاني في منطقة البنجاب في شبه القارة الهندية بسبب التوغلات المتكررة لأحمد شاه الدراني في فبراير عام 1762. وقُتل حوالي 30,000 سيخي خلال الهجمات، وفي هذا الحدث، قدر أعداد القتلى السيخ بين 15,000 إلى 20,000 في 5 فبراير من عام 1762.
في عام 1984 حصلت أعمال شغب ضد السيخ من خلال سلسلة من المذابح الموجهة ضد السيخ في الهند، من قبل الغوغاء المعادين للسيخ، رداً على اغتيال أنديرا غاندي من قبل حراسها الشخصيين من السيخ. كان هناك أكثر من 8,000 حالة وفاة، بما في ذلك 3,000 في دلهي. وفي يونيو من عام 1984، أثناء عملية بلو ستار، أمرت أنديرا غاندي الجيش الهندي بمهاجمة المعبد الذهبي والقضاء على أي متمردين، حيث كان محتلاً من قبل الانفصاليين السيخ الذين كانوا يخزنون الأسلحة. وبدأت عمليات لاحقة من قبل القوات شبه العسكرية الهندية لإخلاء الانفصاليين من ريف ولاية البنجاب.
اندلعت أعمال العنف في دلهي نتيجة اغتيال أنديرا غاندي، رئيس وزراء الهند، في 31 أكتوبر من عام 1984، على يد اثنين من حراسها السيخ رداً على تصرفاتها التي تأذن بالعملية العسكرية. بعد الاغتيال في أعقاب عملية «عملية بلو ستار»، وتم اتهام العديد من عمال المؤتمر الوطني الهندي بما في ذلك جاغديش تيتلر وساجان كومار وكمال ناثان بالتحريض والمشاركة في أعمال الشغب التي استهدفت سكان السيخ في العاصمة. ذكرت الحكومة الهندية 2,700 حالة وفاة في الفوضى التي تلت ذلك. في أعقاب أعمال الشغب، أفادت الحكومة الهندية أن 20,000 شخص قد فروا من المدينة، لكن الاتحاد الشعبي للحريات المدنية أفاد «على الأقل» وجود حوالي 1,000 نازح. وكانت أكثر المناطق تضرراً هي أحياء السيخ في دلهي. ويرى مكتب التحقيق المركزي، وهو وكالة التحقيق الهندية الرئيسية، أن أعمال العنف نُظمت بدعم من مسؤولي شرطة دلهي آنذاك والحكومة المركزية برئاسة نجل إنديرا غاندي، راجيف غاندي. وأدى راجيف غاندي اليمين كرئيس للوزراء بعد وفاة والدته، وعندما سئل عن أعمال الشغب، قال «عندما تسقط شجرة كبيرة (وفاة السيدة غاندي)، تهتز الأرض (وقوع أعمال الشغب)» وبالتالي حاول تبرير الفتنة الطائفية.

## اضطهاد الزرداشتيين

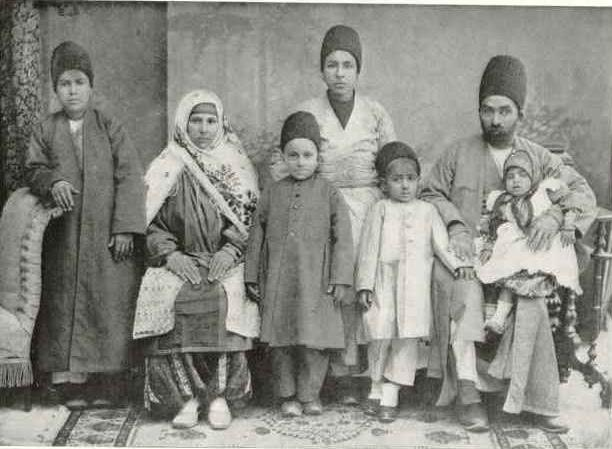
عائلة زرادشتية في حوالي عام 1910، ويعتبر العديد من الزرادشتيون فترة القاجاريون واحدة من أسوأ حقبات تاريخهم.

اضطهاد الزرادشتيين هو الاضطهاد الديني الذي يتعرض له أتباع الديانة الزرادشتية. وقع اضطهاد الزرادشتيين طوال تاريخ الدين. ومع الفتح الإسلامي لفارس بدأ التمييز والمضايقة في أشكال من العنف متقطع والتحولات القسرية، وقامت الأنظمة الإسلامية بتدمير معابد النار. وكان الزرادشتيون الذين يعيشون تحت الحكم الإسلامي مطالبين بدفع ضريبة تسمى الجزية.
تم تدنيس أماكن العبادة الزرادشتيّة وتدمير الأضرحة وبناء المساجد في مكانها. وتم حرق العديد من المكتبات وفُقد جزء كبير من تراثها الثقافي. تدريجياً تم إصدار عدد متزايد من القوانين التي تنظم السلوك الزرادشتي وتحد من قدرتها على المشاركة في المجتمع. ومع مرور الوقت، أصبح اضطهاد الزرادشتيين أكثر شيوعًا وانتشارًا، وانخفض عدد الزرادشتيين بشكل كبير. وأُجبر معظمهم على التحول إلى الإسلام بسبب الاعتداء المنهجي والتمييز الذي تعرضوا له من قبل السلطات الإسلامية. وعندما أُجبرت عائلة زرادشتية على اعتناق الإسلام، تم إرسال الأطفال إلى مدرسة إسلامية لتعلم اللغة العربية ودراسة تعاليم الإسلام، ونتيجة لذلك فقد بعض هؤلاء الأشخاص دياناتهم الزرادشتية. ومع ذلك، في ظل حكم الدولة السامانية، والتي تحولت إلى الإسلام من الديانة الزرادشتية، ازدهرت اللغة الفارسية. وفي بعض الأحيان، ساعد رجال الدين الزرادشتيين المسلمين في هجمات ضد أولئك الذين اعتبروا من الزرادقة الزرادشتيين. خلال القرن الثامن والقرن العاشر بدأ الزرادشتيون في الهجرة إلى الهند، وقد وصفت الهجرة الأولية بعد الفتح بأنها اضطهاد ديني من قبل غزو المسلمين. وحسب الرواية، فإن الزرادشتيين عانوا من الاضطهاد، ومن أجل حماية أنفسهم وحماية دينهم، هربوا أولاً إلى شمال إيران، ثم إلى جزيرة هرمز وأخيراً إلى الهند، وفي الهند أسسوا جالية عرفت باسم البارسيون.
خلال حكم القاجاريون ظل الزرادشتيون في حالة معاناة واستمر تراجع أعدادهم. حتى أثناء حكم محمد خان القاجاري، مؤسس الأسرة الحاكمة، قُتل العديد من الزرادشتيين وتم نقل بعضهم كأسرى إلى أذربيجان. ويعتبر العديد من الزرادشتيون فترة القاجاريون واحدة من أسوأ حقبات تاريخهم. والعديد من الزوار الأجانب إلى بلاد فارس في ذلك الوقت قد علقوا على وضعهم المثير للشفقة. وأشار مصدر إلى أن الزرادشتيين عاشوا في خوف دائم من الاضطهاد من قبل المتطرفين المسلمين وحياتهم كانت في خطر كلما اندلعت روح التعصب، مثل تلك التي حصلت في يزد. ووفقاً لإدوارد براون، كان جدار المنازل الزرادشتية أقل من منازل المسلمين وحظر عليهم وضع علامات على منازلهم بعلامات مميزة. وتم منع الزرادشتيين من إقامة منازل جديدة وإصلاح المنازل القديمة.
وفقًا لماري بويس، فقد لوحظ أن الزرادشتيين الذين عاشوا تحت الحكم المسيحي في آسيا الصغرى قد عانوا من التمييز، ولا سيما خلال الصراع الطويل بين الإمبراطورية الرومانية وبلاد فارس. وقد لوحظ أن المسيحيين الذين عاشوا في الأراضي التي كان يسيطر عليها الساسانيون قد دمروا العديد من معابد النار وأماكن العبادة الزرادشتية. وقام الكهنة المسيحيون بإطفاء النار المقدسة للزرادشتيين بشكل متعمد، ووصفوا أتباعهم بأنهم «أتباع زردشت الشرير، الذين يخدمون آلهة مزيفة وعناصر طبيعية».

## اضطهاد الموحدون الدروز

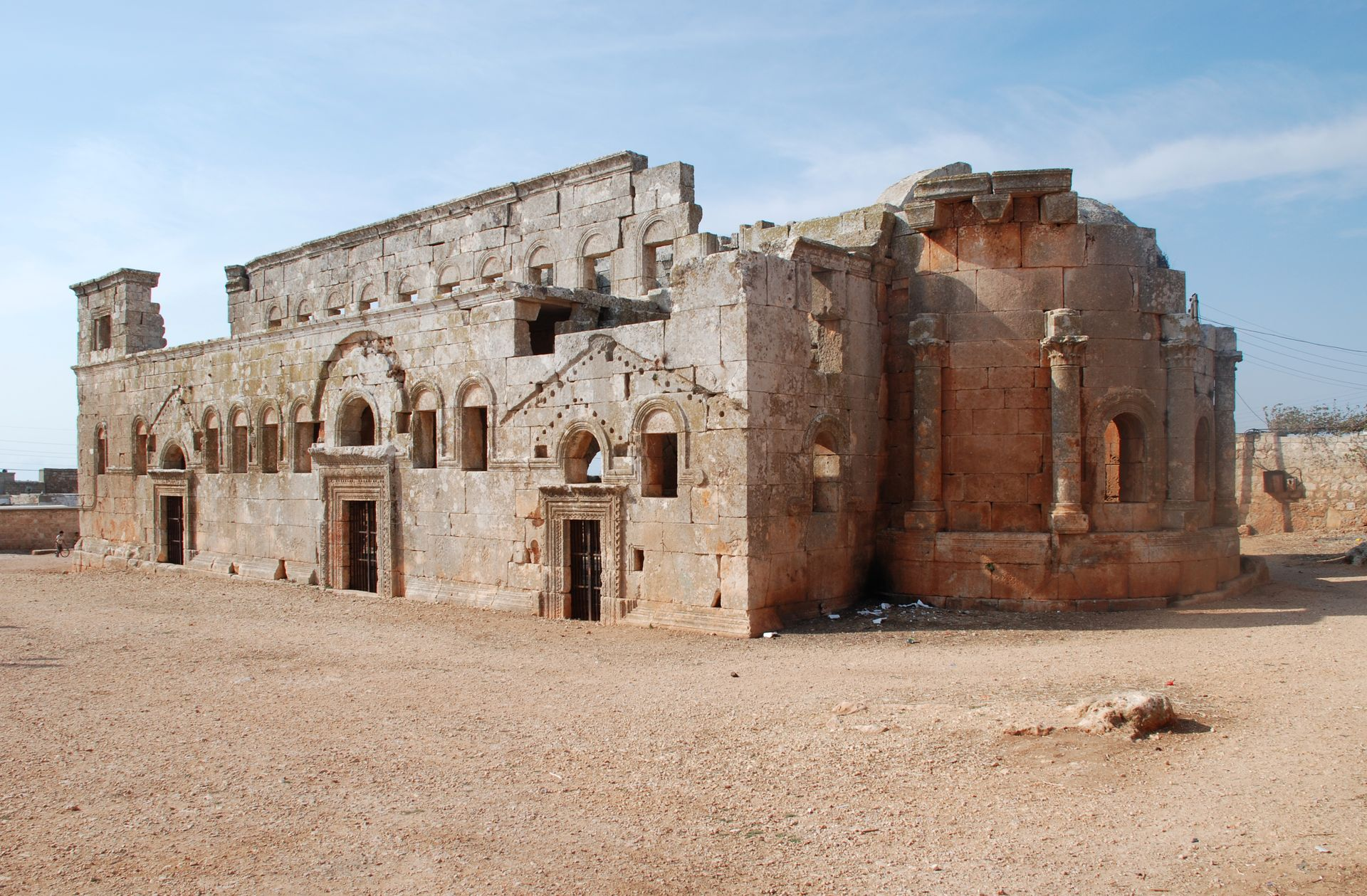
قلب لوزة، تعرض الدروز فيها عام 2015 لمجزرة من قبل تنظيم جبهة النصرة.

تعرّض الموحدون الدروزُ إلى الاضطهاد في العديد من الأحيان، إذ اعتبروا لدى علماء بعض الطوائف الإسلامية بأنهم مرتدين عن الإسلام، وبالتالي كفَّرت العديد من الفتاوى الدروزَ واعتبرتْهم مُرتدِّين عن دين الإسلام. واجه الموحدون الدروز اضطهاداً شديداً من قبل الخليفة الظاهر لإعزاز دين الله، الذي أراد القضاء على الإيمان الدرزي. وكان هذا نتيجة صراع على السلطة داخل الدولة الفاطمية، حيث شوهد الدروز بعين الريبة بسبب رفضهم الاعتراف بالخليفة الجديد، الظاهر لإعزاز دين الله، كإمام لهم. وانضم العديد من الجواسيس، وخاصةً أتباع الدرزي، إلى حركة التوحيد من أجل التسلل إلى المجتمع الدرزي. بدأ الجواسيس في إثارة المتاعب وتلطيخ سمعة الدروز. نتج عن ذلك احتكاك مع الخليفة الجديد الذي اشتبك عسكرياً مع المجتمع الدرزي. وتراوحت المصادمات بين أنطاكية والإسكندرية، حيث تم ذبح عشرات الآلاف من الدروز على يد الجيش الفاطمي. وكانت أكبر مذبحة في أنطاكية، حيث قُتل 5,000 من الزعماء الدينيين الدروز، تلتها مذبحة في مدينة حلب. ونتيجة لذلك، مارس الدروز إيمانهم بسرية تحت الأرض، على أمل البقاء على قيد الحياة، حيث أُجبر المعتقلون إما على التخلي عن عقيدتهم أو القتل. وتم العثور على ناجين من الدروز في جنوب لبنان وسوريا.
جرت حملات اضطهاد للدروز أخرى مماثلة من قبل المماليك والعثمانيين؛ وفي الآونة الأخيرة قام كل من تنظيم الدولة الإسلامية أو ما يعرف بداعش وتنظيم القاعدة بحملات تطهير، في سوريا والدول المجاورة، استهدفت المعتقدات والأقليات غير المسلمة.
ذكرت وسائل الإعلام عن حادثة مجزرة قلب لوزة وهي مجزرة أستهدفت الدروز السوريين في 10 يونيو من عام 2015 في قرية قلب لوزة في محافظة إدلب شمال غرب سوريا. وكانت القرية واقعة تحت سيطرة ائتلاف للمتمردين الإسلاميين، عندما حاول قائد تونسي لمجموعة في الائتلاف، وهي جبهة النصرة، مصادرة منزل أحد سكان القرية الذين اتهموا بالعمل لصالح الحكومة السورية. احتج القرويون وكان هناك قصتان مختلفان لما حدث. طبقاً للنشطاء المناهضين للحكومة، فتح مقاتلو جبهة النصرة النار على القرويين المحتجين، بعد أن اتهمهم القائد التونسي بالتجديف. وفي 25 يوليو من عام 2018، دخلت مجموعة من المهاجمين المرتبطين بتنظيم الدولة الإسلامية (داعش) مدينة السويداء ذات الأغلبية الدرزية وبدأت سلسلة من المعارك النارية والتفجيرات الانتحارية في شوارعها، مما أسفر عن مقتل 258 شخصًا على الأقل، غالبيتهم العظمى من المدنيين.

## اضطهاد الإيزيديين

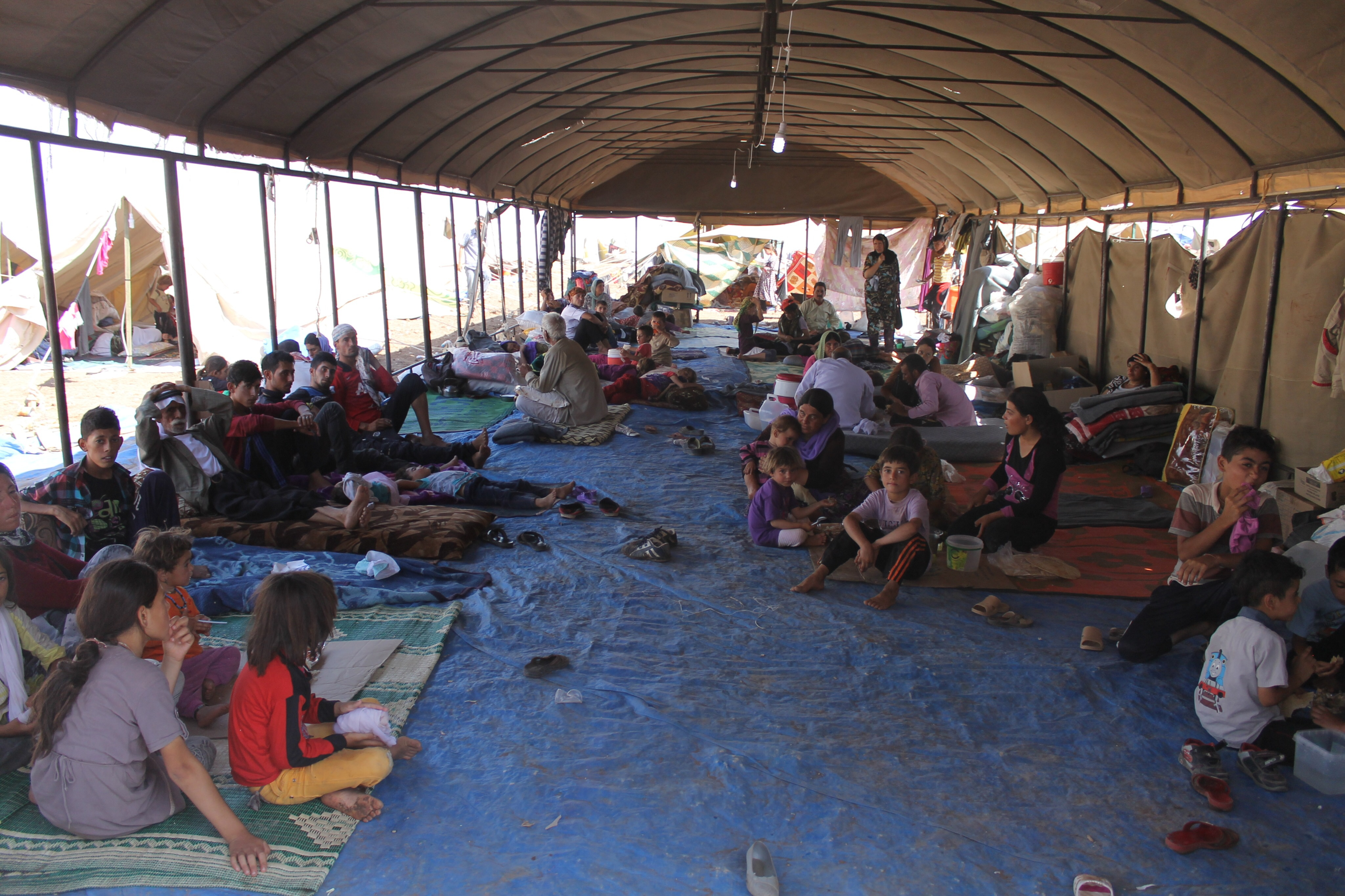
لاجئون إيزيديون في جبل سنجار، في عام 2014 تعرض الأيزيديون في العراق لحملات إبادة جماعية من قبل تنظيم الدولة الإسلامية في العراق والشام.

تعرض الإيزيديون عبر التاريخ إلى 72 عملية إبادة استهدفتهم لأسباب دينية واقتصادية. فكانت من أهم الفتاوى التي أباحت قتال الإيزيديين فتوى أحمد بن حنبل في القرن التاسع وأبي الليث السمرقندي والمسعودي والعمادي وعبد الله الربتكي المتوفي عام 1159. ولعل فتوى أبو سعود العمادي (وهو مفتي الدولة العثمانية في عهدي سليمان القانوني وسليم الثاني) أحد هذه الفتاوى، حيث قادت إلى سلسلة من الفتاوى التكفيرية بحق الإيزيديين. تنص المصادر الإيزيدية وتلك المناوئة للعثمانيين أن العمادي أباح في فتواه قتل الإيزيديين وسبي نسائهم وذراريهم بعد أن وصفهم بأنهم «أشد كفرا من الكفار الأصليين»، وعلل ذلك ببغضهم للإمام علي بن أبي طالب وأولاده الحسن والحسين.
تطلق الإيزيدية اسم «فرمان» كمرادف لعبارة «حملات الإبادة الجماعية». والفرمان كلمة تركية معناها «القرار»، إشارةً إلى القرار الذي كان يصدره السلاطين العثمانيون في الآستانة. كان الشعب الإيزيدي في الغالب عاجزا عن مواجهة الحملات العسكرية المهددة له لضخامتها ولقلة عدد الإيزيديين. فكانوا يضطرون للاعتصام في رؤوس الجبال وفي الكهوف، وأدى هذا بمرور الزمن إلى انتشار الأمية والتخلف بينهم، وإنهاك الشعب بحروب وكوارث أثرت على بنيتهم ودورهم الحضاري والثقافي. وحملة بدرخان بك سنة 1844م، وحضلت حملات ضد الإيزيديين خلال القرن العشرين بما فيها حملة تشريد الإيزيديين من قبل حزب الاتحاد والترقي إبان مذابح الأرمن سنة 1915م ومن ثم حملة إبراهيم باشا سنة 1918م وحملة سنة 1935 من قبل الجيش العراقي الملكي ومن ثم حملات الأنفال في العراق خلال الفترة الممتدة بين سنتي 1963 و2007م.
في عام 2014 تعرض الأيزيديون في العراق لحملات إبادة جماعية من قبل تنظيم الدولة الإسلامية في العراق والشام، وجرت هذه الإبادة بعد بدأ الحرب بين تنظيم داعش وإقليم كردستان في شمال العراق، حيث إنسحبت قوات البيشمركة انسحاب مفاجئ من بلدة سنجار فقامت قوات داعش بالسيطرة على البلدة في يوم 4 أغسطس من عام 2014 وقتلوا عددا كبير من الإيزيديين يصل لحوالي 5,000 شخص وقاموا بسبي العديد من النساء الإيزيديات، بينما هرب البقية إلى جبل سنجار وحوصروا هناك لعدة أيام ومات العديد منهم هناك بسبب الجوع والعطش والمرض، إلى أن تمكنت قوات البيشمركة وحزب العمال الكردستاني ووحدات حماية الشعب الكردي بدعم جوي من قوات التحالف بقيادة الولايات المتحدة من تأمين هروب الإيزيديين من جبل سنجار إلى مناطق أكثر أمان وخدمة. تسببت الحملة بمقتل 3 آلالاف إيزيدي واختطاف 5 آلاف آخرون وتشريد 400 ألف في دهوك وأربيل وزاخو، فضلا عن تعرض 1500 امرأة للاغتصاب الجماعي، وبيع منهم 1000 بالسوق كسبايا. بينما نشر تنظيم داعش فيديو يقولون فيه أن المئات من الإيزيدية دخلوا الإسلام ويظهر مجموعة منهم تردد الشهادة وتصلي وهم محاطون برجال التنظيم. عقب هذه الأحداث قام الإيزيديون في منطقة سنجار بتأسيس كتائب طاووس الملك وأعلنوا في 28 آب عن انضمام 700 إيزيدي وإيزيدية لهذه الكتائب المسلحة التي تتخذ من جبل سنجار معقلا لها وهدفها تحرير المناطق الإيزيدية من سيطرة مسلحي تنظيم داعش.

## اضطهاد أتباع الديانات الأفريقية التقليدية

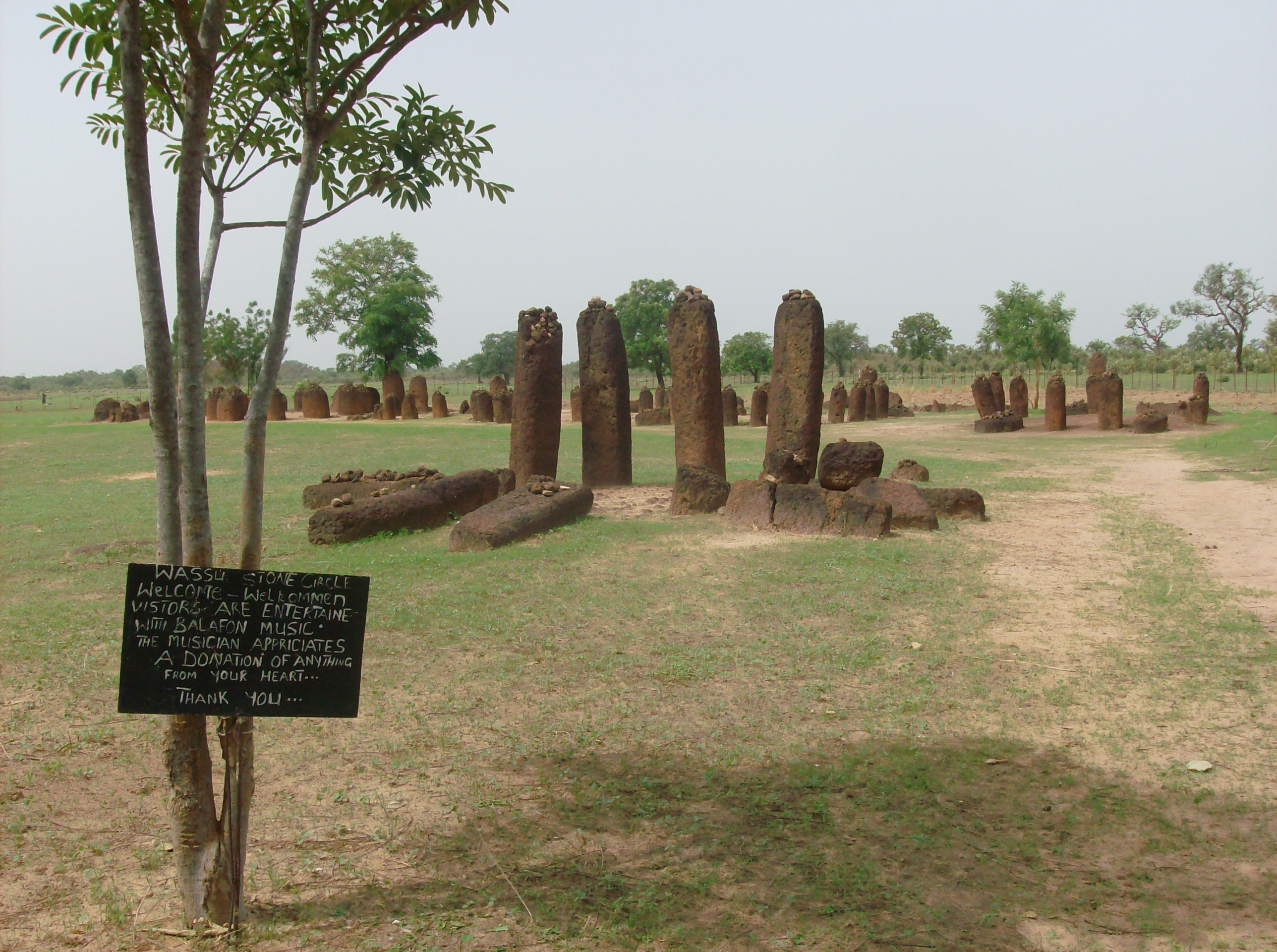
الدوائر الميغاليثية في سينيغامبيا، كان أتباع الديانة سيريرية التقليدية أهدافًا للجهاد الإسلامي والاضطهاد منذ القرن الحادي عشر إلى القرن التاسع عشر.

واجهت الديانات الأفريقية التقليدية الاضطهاد من قبل أنصار مختلف الأيديولوجيات. وقد تم تحويل أتباع هذه الديانات بالقوة إلى الإسلام والمسيحية، وتمت شيطنة وتهميش أتباعها. الاضطهادات تشمل القتل، وشن الحرب، وتدمير الأماكن المقدسة، وغيرها من الأعمال الوحشية.
بعد ظهور الإسلام، أدى توسع والفتوحات إلى تشريد أتباع الديانات الإفريقية التقليدية إما عن طريق التحول بالقوة أو الغزو. وقد أثرت الديانات الإفريقية التقليدية على الإسلام في أفريقيا، ويعتبر الإسلام أكثر شيوعًا مع الديانات الأفريقية التقليدية، ولكن حدثت أشكال من الصراع، خاصةً بسبب الموقف التوحيدي للإسلام وصعود الإصلاحيين المسلمين مثل أسكيا محمد. في منطقة سينيجامبيا، أصبحت قومية السيريريون الذين ربطوا «صلة قوية بماضيهم الديني القديم»، أهدافًا للجهاد الإسلامي والاضطهاد منذ القرن الحادي عشر إلى القرن التاسع عشر، مما أدى إلى معركة فاندان - ثيوتيون. استوعب معظم أتباع الديانات التقليدية الإسلام في بداية انتشاره في أفريقيا، ولكن في غرب أفريقيا، فقط مع ظهور الاستعمار بدأ للإسلام جاذبية جماهيرية، حتيث تحولت الجماعات من العداء التاريخي للهيمنة الإسلامية نحو الانضمام إلى المجتمعات الإسلامية. وفي العديد من الحالات، اختارت الجماعات المتصارعة الانحياز إلى جيوش المسلمين ضد مجتمعات أفريقية أخرى.
قام المسيحيون الأوائل في دلتا النيجر الذين كانوا ضد عادات وتقاليد القبائل الأصلية بتنفيذ اضطهادات مثل تدمير الأضرحة وقتل الزواحف الإغوانة المقدسة. يُشار إلى أن الاستعمار الأوروبي لأفريقيا قد مهد الطريق للمبشرين المسيحيين إلى إفريقيا. في بعض الحالات ، تعرض قادة الديانات الأفريقية التقليدية للإضطهاد من قبل المبشرين واعتبروا «وكلاء الشيطان»، وناقش علي مزروعي قضايا مماثلة في كتابه. مثال آخر على الاضطهاد من قبل المبشرين المسيحيين، هو اضطهاد المبشرين المسيحيين الأوائل لشعب الشونا، في زيمبابوي في الحالية، من خلال تدنيس الأضرحة في ماتونيني، ومضايقة كهنة شونا، وشجب عبادة الإله موارى، على اعتبار أنه إله مزيف. استمر هذا الاضطهاد حتى تم مُنع الشونا تمامًا من عبادة إلههم مواري في ماتونيني. وعلى الرغم من محاولات التسامح والحوار بين الأديان، كان هناك اعتقاد في العديد من الكنائس المسيحية بأن «كل شيء أفريقي يبدو وثنًا»، ويزعم البعض أن هذا الرأي ما زال قائماً في بعض المواقف الدينية الخمسينية الإنجيلية. إن الرأي التاريخي الذي كان يجب على الأفارقة أن يصبحوا «متحضرين» بسبب العبودية والاستعمار والنشاط التبشيري المسيحي ساهم على الأرجح في عدم التسامح مع الأديان التقليدية خلال الفترة الاستعمارية. بلغت هذه الآراء ذروتها في بعض المستعمرات رافضة فكرة أن الديانات الأفريقية التقليدية هي ديانات صحيحة.